# Kyoichi Mori
Kyoichi Mori (en japonés: 森 恭一 Mori Kyoichi) es un zoólogo japonés, miembro de la Ogasawara Whale Watching Association, especializado en cachalotes.
En el año 2004, junto al también zoólogo Tsunemi Kubodera, consiguieron tomar las primeras fotografías de un calamar gigante vivo en su hábitat natural en las proximidades del archipiélago japonés de Ogasawara.